# Iglesia Wesleyana Libre
La Iglesia Wesleyana Libre (FWC; en tongano: Siasi Uesiliana Tau‘ataina ‘o Tonga.) es la denominación metodista mayoritaria en el Reino de Tonga.Tiene su origen en la llegada de los primeros misioneros de la Sociedad Misionera de Londres y el ministerio de la Sociedad Misionera Metodista Wesleyana, la cual consolidó su identidad metodista.
La familia real tongana ha mantenido una relación cercana con ella desde que se introdujo el evangelio en el país, además de que la mayoría de sus integrantes son fieles de la Iglesia, lo que ha conllevado a que  sea considerada una iglesia estatal de facto.

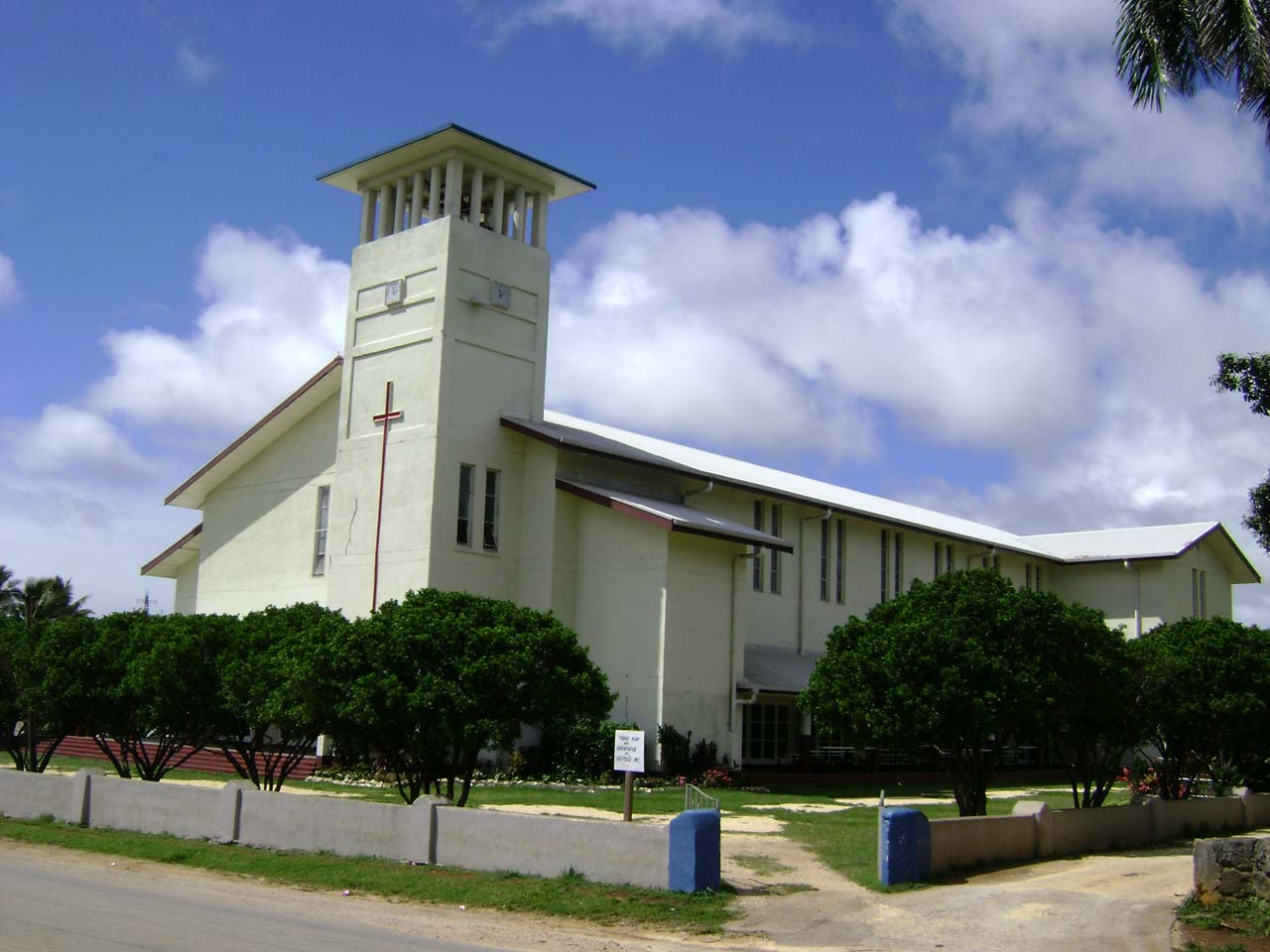
La Capilla del Centenario de Nukualofa es la sede principal de la Iglesia Wesleyana Libre.

## Historia
La Iglesia Wesleyana Libre surgió en 1924 con la iniciativa de la reina Carlota Tupou III de fusionar la Iglesia Libre de Tonga ―fundada por su tatarabuelo, el rey Jorge Tupou I― y la minoritaria Iglesia Wesleyana.Por entonces, la relación entre ambas denominaciones era tensa ya que todavía quedaban muchos fieles que habían participado en la crisis de 1885-1887. Dicha crisis había comenzado cuando Jorge Tupou I y sus asesores, incluido el primer ministro Shirley Waldemar Baker, en busca de una independencia del metodismo extranjero, iniciaron el cisma de la Conferencia Metodista de Nueva Gales del Sur, y exigieron que los tonganos mostraran lealtad al monarca abandonando la comunión Wesleyana por la recién secesionada Iglesia Libre de Tonga, lo que provocó una severa persecución contra los fieles wesleyanos.
La unión, que se formalizó en la Conferencia General de 1924, fue rechazada por el entonces presidente de la Iglesia Libre de Tonga Jabez B. Watkin, quien fue destituido por la reina; posteriormente fundaría la disidente Iglesia de Tonga.Con la unión, Iglesia Wesleyana Libre se convirtió en la denominación predominante en el país. En 1975 se unió al Consejo Mundial de Iglesias.

## Clero
Los predicadores en el sistema de FWC deben ser ministros ordenados, un proceso que toma entre tres y cinco años, y puede involucrar muchas etapas de aprobación y aprendizaje. Sin embargo, los ministros no están obligados a asistir a un seminario teológico, ya que a menudo, en el pasado había una escasez de maestros en las escuelas de la iglesia mientras los candidatos asistían a un seminario.

## Escuelas

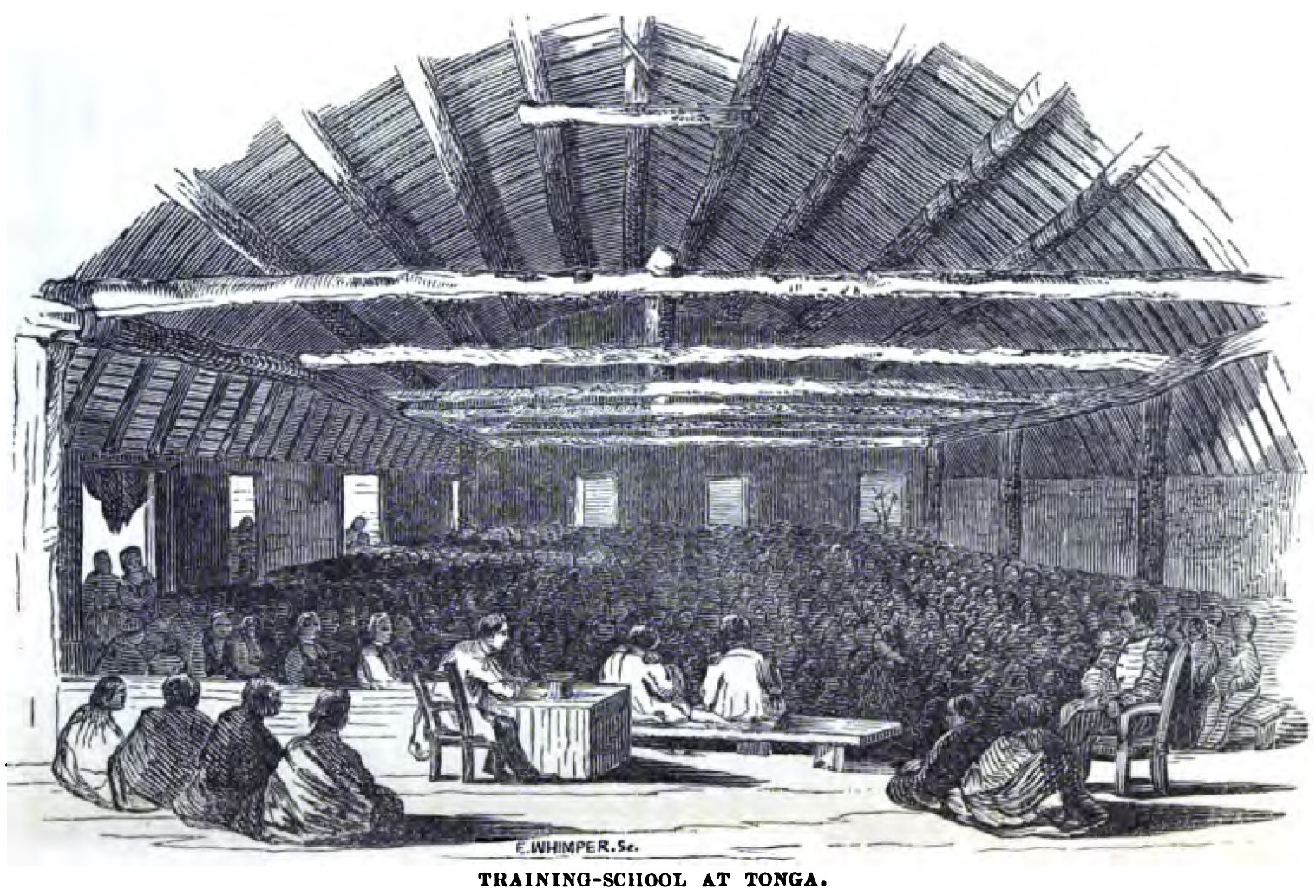
Training-School en Tonga (junio de 1852)

La Iglesia Wesleyana Libre también administra el 30% de las escuelas en Tonga. Como en otras escuelas, las escuelas de FWC generalmente no tienen clases los viernes, sino que utilizan el día para la limpieza de la escuela; todas las instalaciones escolares en Tonga son mantenidas por los estudiantes. Los uniformes escolares son los colores de la iglesia: azul real y blanco.

## Presidentes
Desde 2021 el presidente de la Iglesia es Tevita Koloa'ia Havea. La Iglesia ha sido dirigida por los siguientes líderes de la Iglesia:
- El primer presidente fue Setaleki Manu (1924–1925)
- El segundo presidente fue Roger Page (1925–1946)
- El tercer presidente fue Alfred Mckay (1946–1956)
- El cuarto presidente fue Ronald Woodgate (1956–1961)
- El quinto presidente fue Howard Secomb (1961–1963)
- El sexto presidente fue George Clemens Harris (1963–1969)
- El séptimo presidente fue Justin Gooderham (1969–1971)
- El octavo presidente fue Sione 'Amanaki Havea (1971–1977)
- El noveno presidente fue Uiliami Huluholo Mo'ungaloa (1977-1982)
- El décimo presidente fue Sione 'Amanaki Havea (1982–1992)
- El undécimo presidente fue Sione Lepa To'a (1992–1993)
- El duodécimo presidente fue Lopeti Taufa (1993-1998).
- El decimotercer presidente fue 'Alifaleti Malakai Mone (1998-2009)
- El decimocuarto presidente es 'Ahio (2009–2021)
- El decimoquinto presidente es Tevita K. Havea (2021 – presente)